# Pierre Imbart de La Tour
Pierre Gilbert Jean Marie Imbart de La Tour, född 22 augusti 1860, död 4 december 1925, var en fransk historiker.
Imbart de La Tour var biträdande lärare vid fakulteten i Besançon 1884 och i Bordeaux 1885, samt titulärprofessor 1893. Bland hans arbeten, som särskilt behandlade kyrko- och idéhistoria, märks Les paroisses rurales dans l'ancienne France du IV:e au XI:e siècle (1896–1898) och Les origines de la réforme (3 band, 1905–1914).